# 荊宜道
荊宜道（けいぎ-どう）は中華民国北京政府により設置された湖北省の道。

## 沿革
1913年（民国2年）1月17日に荊宜施鶴道として設置、まもなく鄂西道と改称された。観察使は江陵県に設置され、下部に宜昌、江陵、公安、石首、監利、松滋、枝江、宜都、長陽、興山、巴東、五峰、秭帰、恩施、宣恩、建始、利川、来鳳、咸豊、鶴峰の20県を管轄した。1914年（民国3年）5月23日に観察使は道尹と改められた。1921年（民国10年）8月、荊宜道と改称、一部管轄区域に施鶴道が新設され、管轄県は宜昌、江陵、公安、石首、監利、松滋、枝江、宜都、長陽、興山、巴東、五峰、秭帰、荊門、当陽、遠安の15県とされた。1926年（民国15年）に廃止されている。

## 行政区画
廃止直前の下部行政区画は下記の通り。（50音順）
- 遠安県
- 監利県
- 宜昌県
- 宜都県
- 荊門県
- 公安県
- 興山県
- 江陵県
- 五峰県
- 秭帰県
- 枝江県
- 松滋県
- 石首県
- 長陽県
- 当陽県
- 巴東県